# پشت کنکوری‌ها
پشت کنکوری‌ها یک مجموعه تلویزیونی طنز به کارگردانی پریسا بخت‌آور است. این مجموعه بر اساس فیلم‌نامه‌ای از اصغر فرهادی و محمدرضا فاضلی در گروه فیلم و سریال شبکه تهران تهیه شد و در ماه رمضان ۱۳۸۱ به روی آنتن رفت. تعداد قسمت‌های این مجموعه تلویزیونی ۲۵ قسمت است.

## خلاصه داستان
سیاوش (رضا داوودنژاد) به دختری به نام مریم (سیما گرجستانی) علاقه‌مند است او تصمیم می‌گیرد با وجود مخالفت خانواده اش، با او ازدواج کند؛ اما خانواده دختر هم چندان به این وصلت علاقه ای ندارند. یکی از شرایطی که خانواده دختر برای ازدواج با پسر می‌گذارد، قبولی او در کنکور دانشگاه است بنابراین سیاوش با چند نفر از دوستانش به نام محسن (برزو ارجمند)، رامین (رامین ناصر نصیر)، مجید (علی صادقی)، حامد (محمد رضا رضایی) که هر کدام شرایط ویژه و انگیزه‌های متفاوتی از درس خواندن دارند به هم می‌پیوندد.

## بازیگران
- رضا داوودنژاد (سیاوش)
- علی صادقی (مجید)
- برزو ارجمند (محسن)
- رامین ناصرنصیر (رامین)
- محمدرضا رضایی (حامد)
- سعید آقاخانی (سیامک، برادرِ بزرگ سیاوش و خلافکار)
- سیما گرجستانی (مریم)
- سیروس گرجستانی (سرلک پدر مریم)
- محمدرضا نوروز (پدر مجید)
- سحر ولدبیگی (اقدس همسرِ رامین)
- محسن قاضی مرادی (پدر محسن)
- رضا بنفشه‌خواه (پدر سیاوش و سیامک)
- طاهره طایفی (مادر مجید و خواهر بزرگ مریم)
- زویا امامی (مادر محسن)
- مریم امیرجلالی (مادر سیاوش و سیامک)
- سارینا فرهادی (دختر رامین)
- محمود بنفشه‌خواه
- سیروس میمنت (دوست سیامک)

## سایر عوامل
- مدیر تصویربرداری: بیژن مؤمنی
- تدوین: احمد وفایی
- مدیرتولید: ابوالفضل نصیر
- طراح صحنه و لباس: رضا درگزی
- دستیار اول کارگردان و برنامه‌ریز: محمدرضا فاضلی
- دستیار دوم کارگردان: فرزاد رحمانی
- عنوان‌بندی: احمد وفایی
- چهره‌پردازان: داریوش صالحیان - آفرین صادقی
- صدابردار: حمید دژاکام
- صداگذاری و میکس: وحید شفیق
- خواننده: اصغر فرهادی
- ناظر کیفی: محمد صدری